# Wimmerth Béla
Dr. Wimmerth Béla (Vereczkey, születési neve: Wimmerth Béla Vilmos; Miskolc, 1876, október 28. – Budapest, 1961. április 12. magyar katolikus pápai prelátus.